# Hilda Lizarazu
Hilda María del Pilar Lizarazu (nascida em 12 de outubro de 1963 em Curuzú Cuatiá, Corrientes) é uma cantora e compositora de rock e fotógrafa argentina.

## Discografia

### Carreira solo
- Gabinete de curiosidades, 2004
- Hormonal, 2007

### ComLos Twist
- La máquina del tiempo, 1985

### ComCharly García
- Cómo conseguir chicas, 1989
- Filosofía barata y zapatos de goma, 1990

### ComMan Ray
- Man Ray, 1988
- Perro de playa, 1991
- Hombre Rayo, 1994
- Piropo, 1995
- Aseguebú, 1996
- Ultramar, 1997
- Larga distancia, 1999